# Impatiens floribunda
Impatiens floribunda är en balsaminväxtart som beskrevs av Robert Wight. Impatiens floribunda ingår i släktet balsaminer, och familjen balsaminväxter. Inga underarter finns listade i Catalogue of Life.